# Station Naarden-Bussum

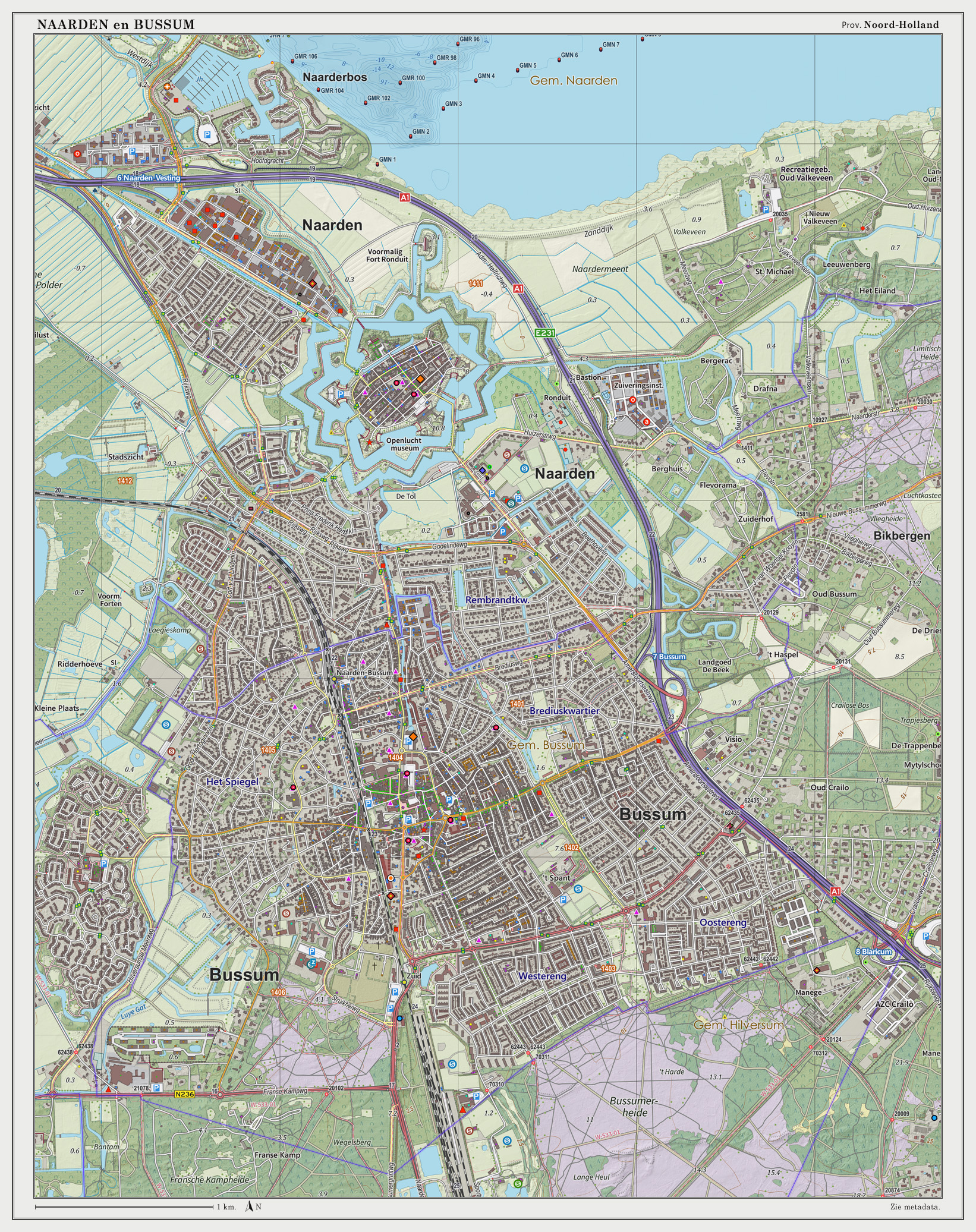
Topografische kaart van Naarden en Bussum, september 2014

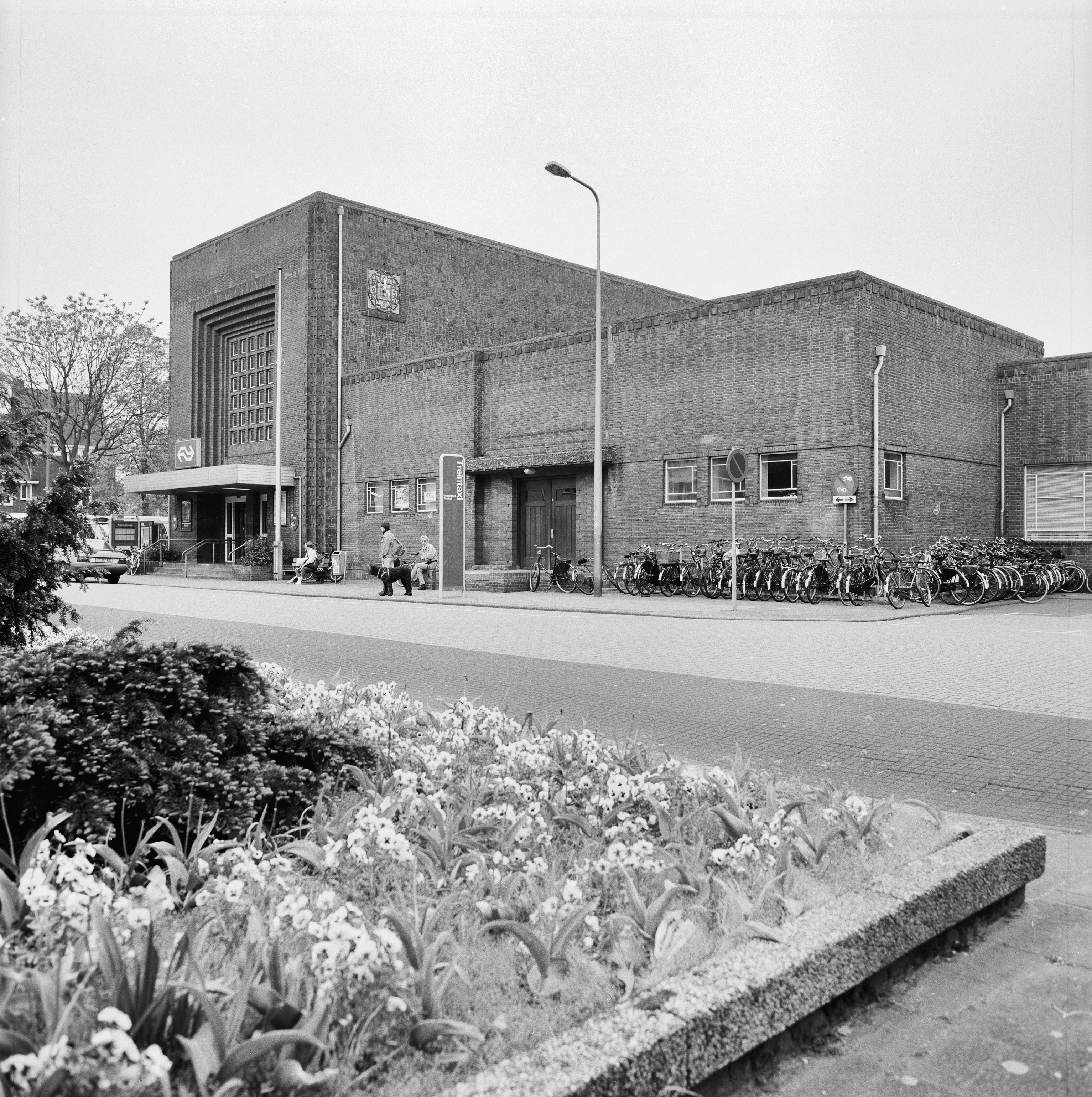
De voorgevel van Station Naarden-Bussum; 4 april 1993.

Naarden-Bussum is een spoorwegstation tussen Amsterdam en Hilversum. Het ligt in Bussum in de gemeente Gooise Meren, in de wijk Prins Hendrikpark aan de voorzijde en in de wijk Het Spiegel aan de achterzijde. Het station is een provinciaal monument.

## Het station
Het station werd op 10 juni 1874 tegelijk met de Oosterspoorweg geopend. Oorspronkelijk was dit een standaard HSM-station (vergelijkbaar met het oude stationsgebouw in Hilversum).
De ingebruikname van de spoorlijn naar het Gooi was een sterke stimulans in de groei van het forensenverkeer, waardoor de aanliggende gemeenten uitgroeiden tot forensenplaatsen. Zo ontstond ten westen van de spoorlijn de villawijk Het Spiegel.
Het huidige stationsgebouw, een ontwerp van ir. H.G.J. Schelling, werd in 1926 geopend door de toenmalige locoburgemeester van Bussum, Paul Brand. Tussen 1914 en 1925 stond er een hulpstation vanwege materiaalschaarste na de Eerste Wereldoorlog. Het huidige eilandperron dateert uit 1917.
Het huidige gebouw heeft geen enkele gebogen lijn; alleen rechte vormen zijn gebruikt. De bouwstijl kan worden aangeduid als kubistisch expressionisme. De vorm is asymmetrisch en de hal domineert het geheel, zowel van de buitenzijde gezien als van binnenuit. Schelling ontleende bij dit ontwerp zijn inspiratie vooral uit het werk van Frank Lloyd Wright. In de hal bevinden zich glas-in-loodramen die in 1947 door de Algemene Bond van Forensen aan de Nederlandse Spoorwegen geschonken zijn uit dank voor de elektrificatie van de Gooilijn in 1946. Deze zijn ontworpen door de Haagse kunstenaar Pieter A.H. Hofman. Onder andere zijn er de wapens van Naarden en Bussum in te zien. 
Het station fungeerde tot 1 augustus 1958 ook als kopstation voor de tramlijn naar Huizen; aanvankelijk (vanaf 8 november 1883) geëxploiteerd door de Stoomtramweg Maatschappij Bussum - Huizen en vanaf 1917 door de Gooische Stoomtram / Gooische Tramweg Maatschappij.
In augustus 2019 is in 23 dagen tijd een grootscheepse verbouwing aan de sporen uitgevoerd. Aanleidingen hiervoor zijn het streven naar een robuuster spoor (betere betrouwbaarheid en lagere onderhoudskosten), verkorten van de rijtijd en een betere overwegsituatie. Van de 6 voordien bestaande sporen zijn er slechts 2 overgebleven. Het eilandperron is een zijperron geworden en de overweg in de Comeniuslaan, die voorheen werd bediend vanuit de verkeersleidingspost, is geautomatiseerd. Door deze wijzigingen blijven de overwegen minder lang gesloten dan voorheen en zijn (mede daardoor) veiliger. Verder is de maximumsnelheid voor de treinen verhoogd van 80 naar 130 km/u. De mogelijkheid voor treinen om elkaar te passeren op dit station is echter vervallen. Het zijperron, dat voorheen weinig werd gebruikt en korter was dan het eilandperron, is verlengd en beter toegankelijk gemaakt. Op de plaats van het voormalige emplacement aan de westkant van het station is een nieuwe toegang naar de voetgangerstunnel gekomen die in het midden onder de perrons door loopt.
Vóór de verbouwing van 2019 kwam aan het noordelijke uiteinde, op de grens tussen Naarden en Bussum, het eilandperron uit op een van de twee laatste overwegen met elektrisch bediende overwegbomen in Nederland. De bediening geschiedde vanuit de verkeersleidingspost in Amersfoort. Deze overweg is na de verbouwing door een tweesporige AHOB vervangen. Aan het zuidelijke uiteinde leidde het perron naar een voetgangerstunnel die uitkwam aan weerszijden van een overweg van het type AHOB, ondanks het grote aantal sporen, namelijk vijf. Trage voetgangers die hiervan gebruik maakten, konden desnoods in het verlengde van het eilandperron, waar geen sporen waren (en waar daarom geen wit kruis op het wegdek stond), tussentijds wachten. Voetgangers hadden ook de genoemde tunnel als alternatief, wanneer deze open is: de tunnel is afsluitbaar met hekken. Na de verbouwing van 2019 is er nog maar 1 spoor aan het voormalige eilandperron in gebruik, waardoor aan beide zijden van het station de overwegen nog maar over 2 sporen gaan. Het midden van het perron is aangesloten op een andere voetgangerstunnel, die uitkomt bij de stationshal en de uitgang aan de oostzijde. Het andere zijperron, dat zich aan de oostzijde bevindt, heeft alleen in het midden een uitgang; deze komt ook uit bij de stationshal en de uitgang aan de oostzijde.

## Status
Het stationsgebouw is in 2020 tot en met 2022 gerestaureerd, nadat de spoorlijnen aangepast zijn. Op het perrongedeelte wordt getracht de lege ruimten te verhuren. De rechter zijvleugel van het stationsgebouw zelf aan de voorkant noordelijke gedeelte geeft huisvesting aan de Historische Kring Bussum. In juni 2022 is de renovatie van het stationsgebouw afgerond, inclusief de nieuw ingerichte westelijke toegang met extra parkeerterrein- en fietsenstallingen.

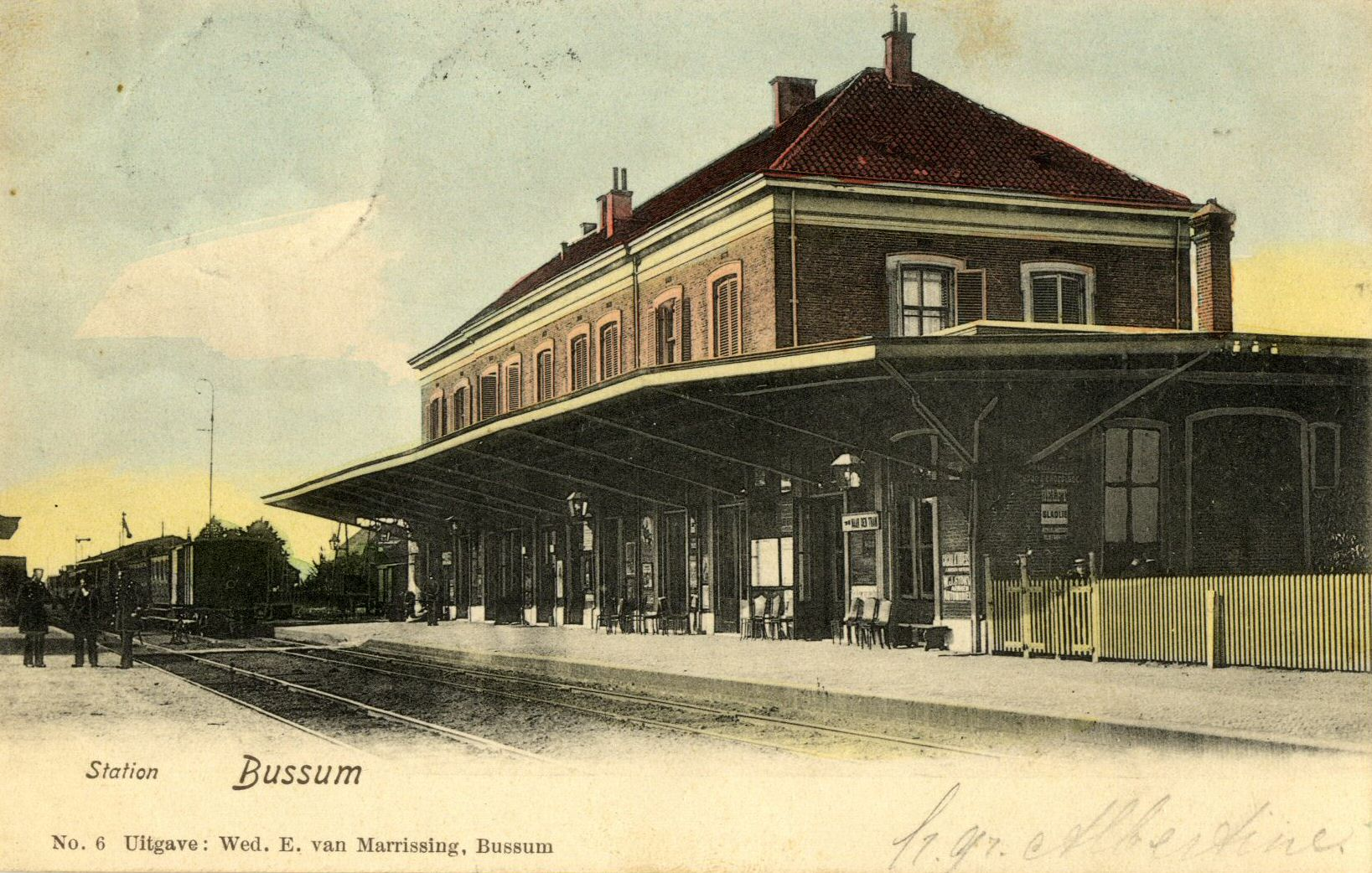
Gezicht op het H.S.M.-station Naarden-Bussum te Bussum, circa 1900
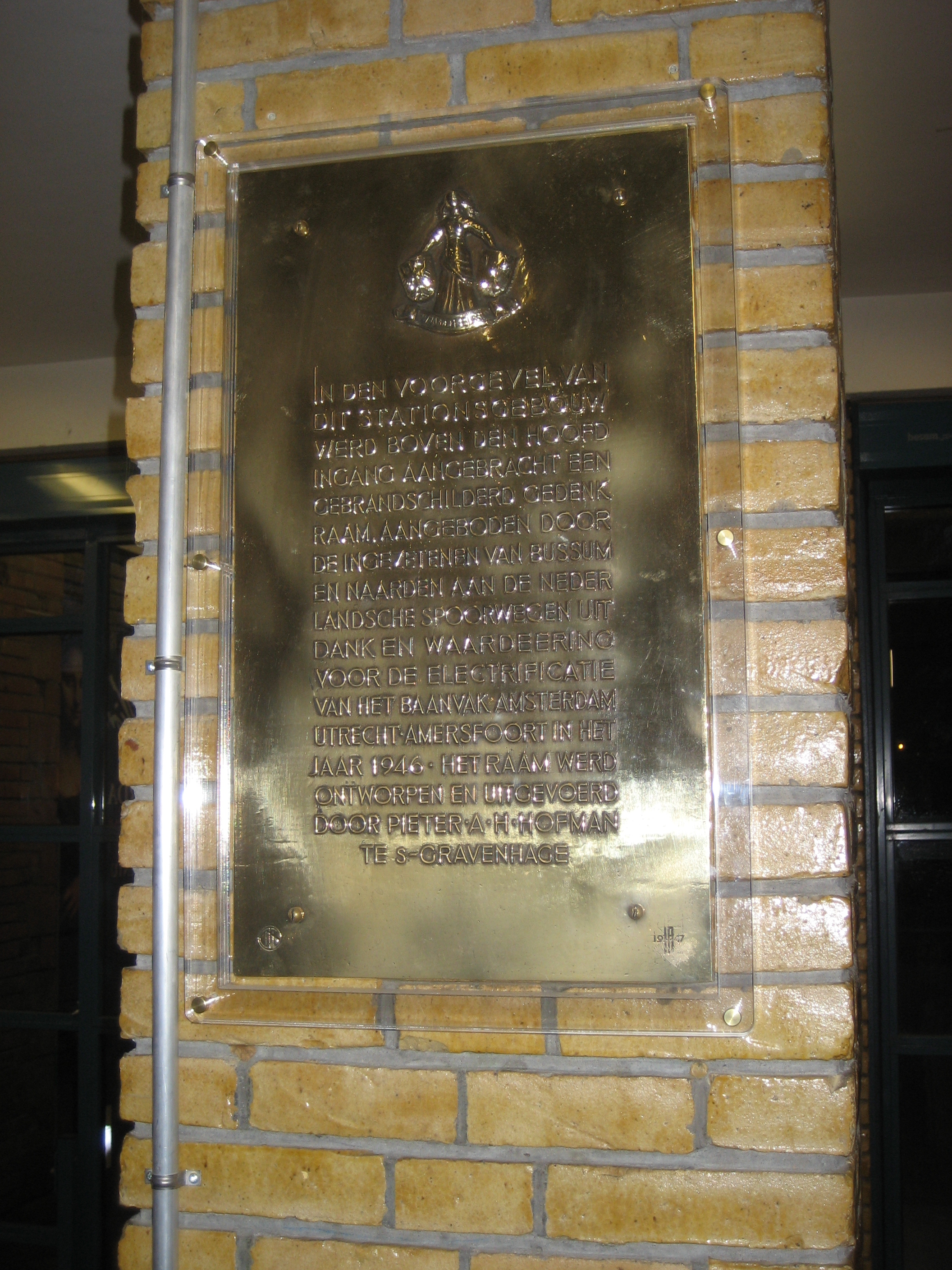
Plakaat ter viering elektrificatie spoorlijn
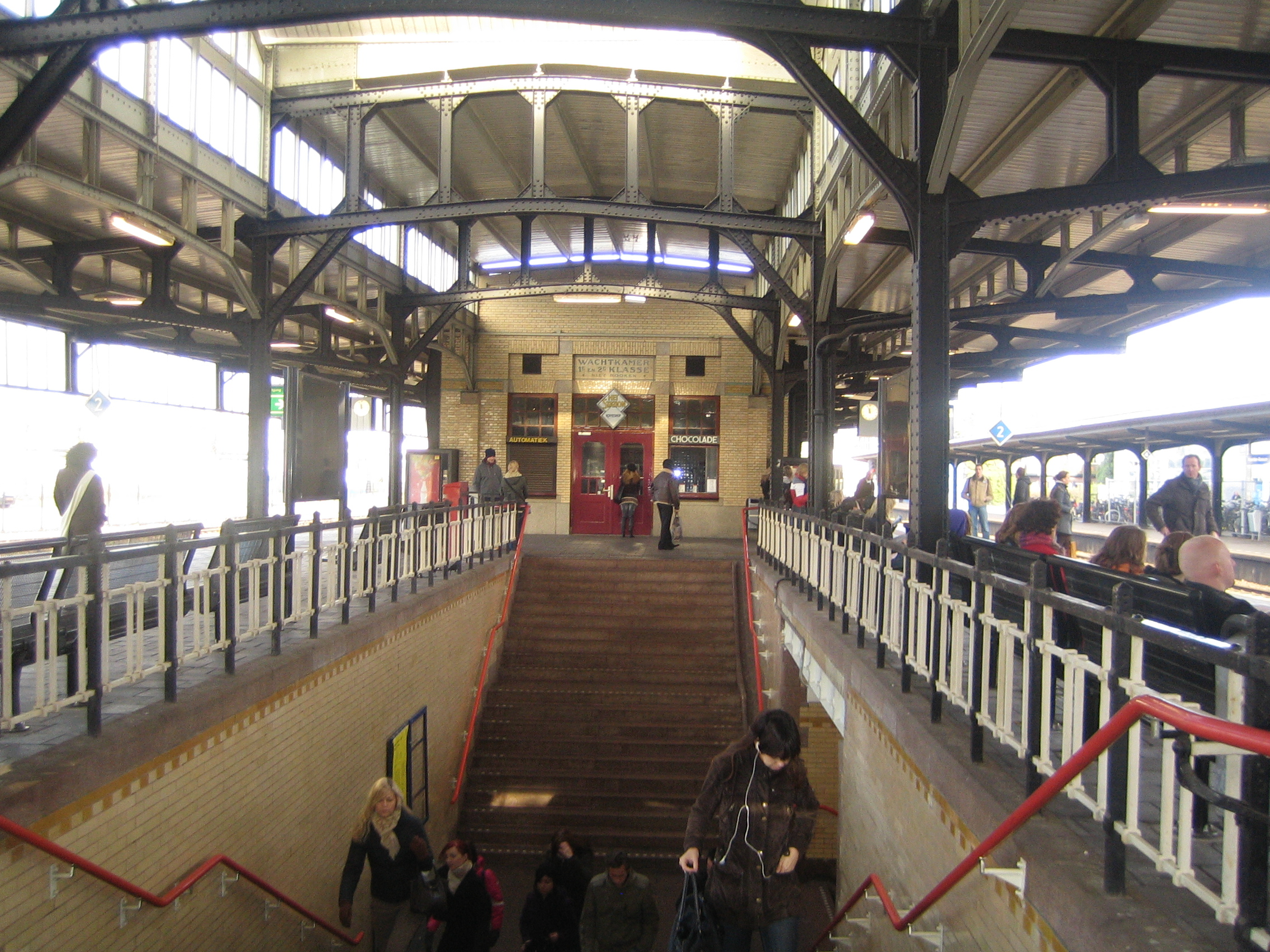
Onder de perronkap van het eilandperron; 2007.
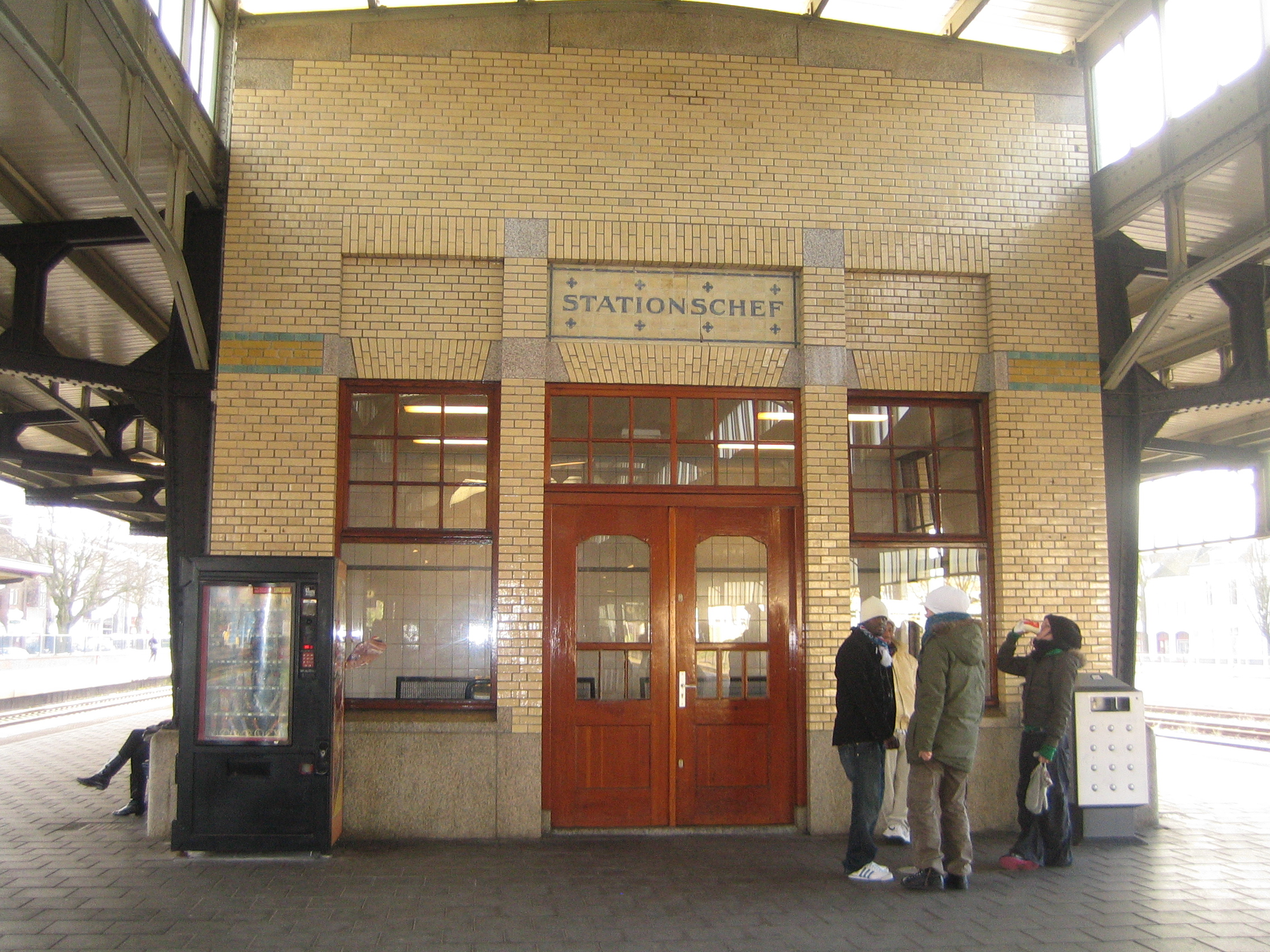
Onder de perronkap van het eilandperron; 2007.
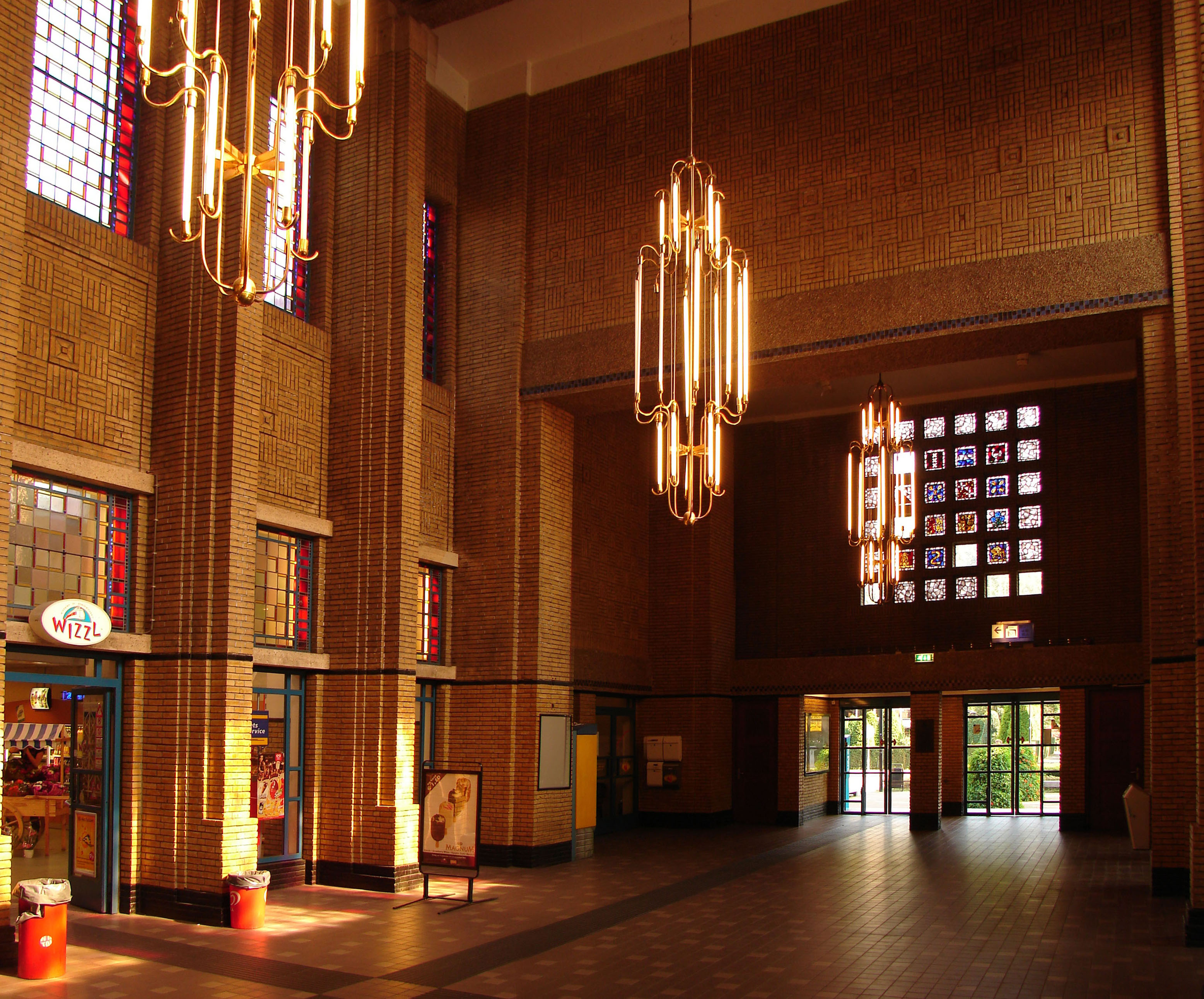
De monumentale Stationshal van Naarden-Bussum; 22 september 2008.
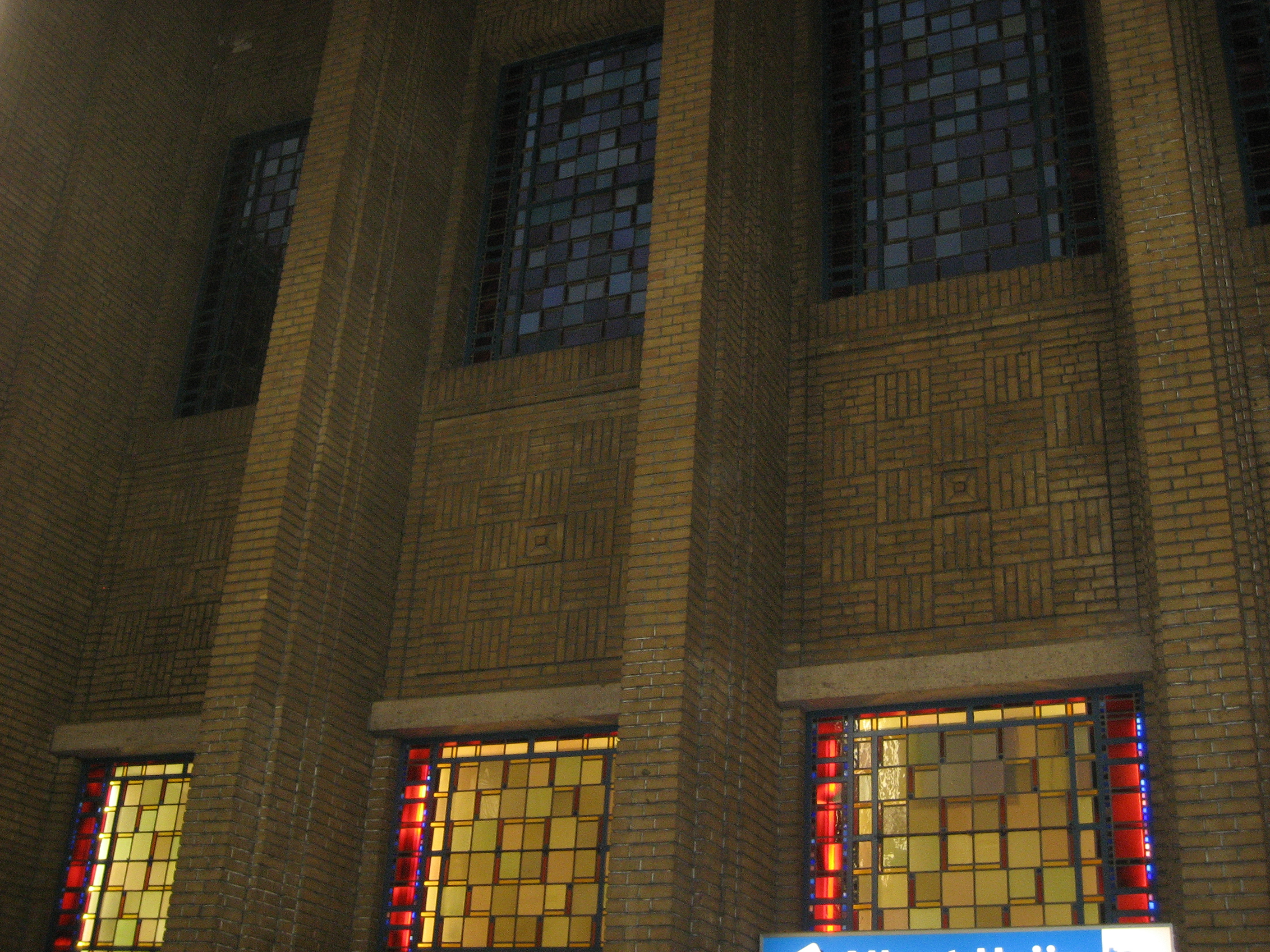
Station Naarden-Bussum, Interieur in 2013.
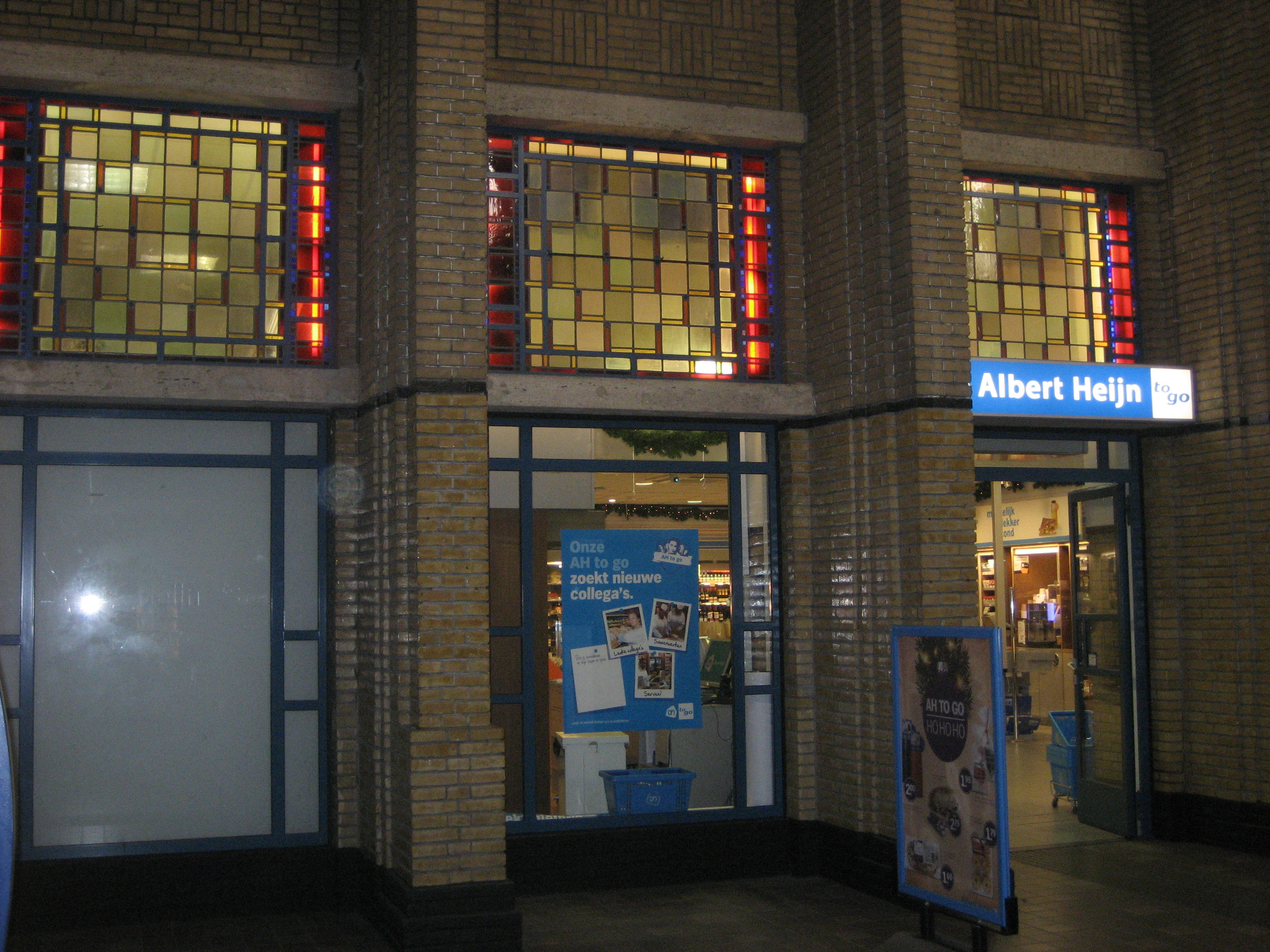
Interieur Stationshal in 2013.
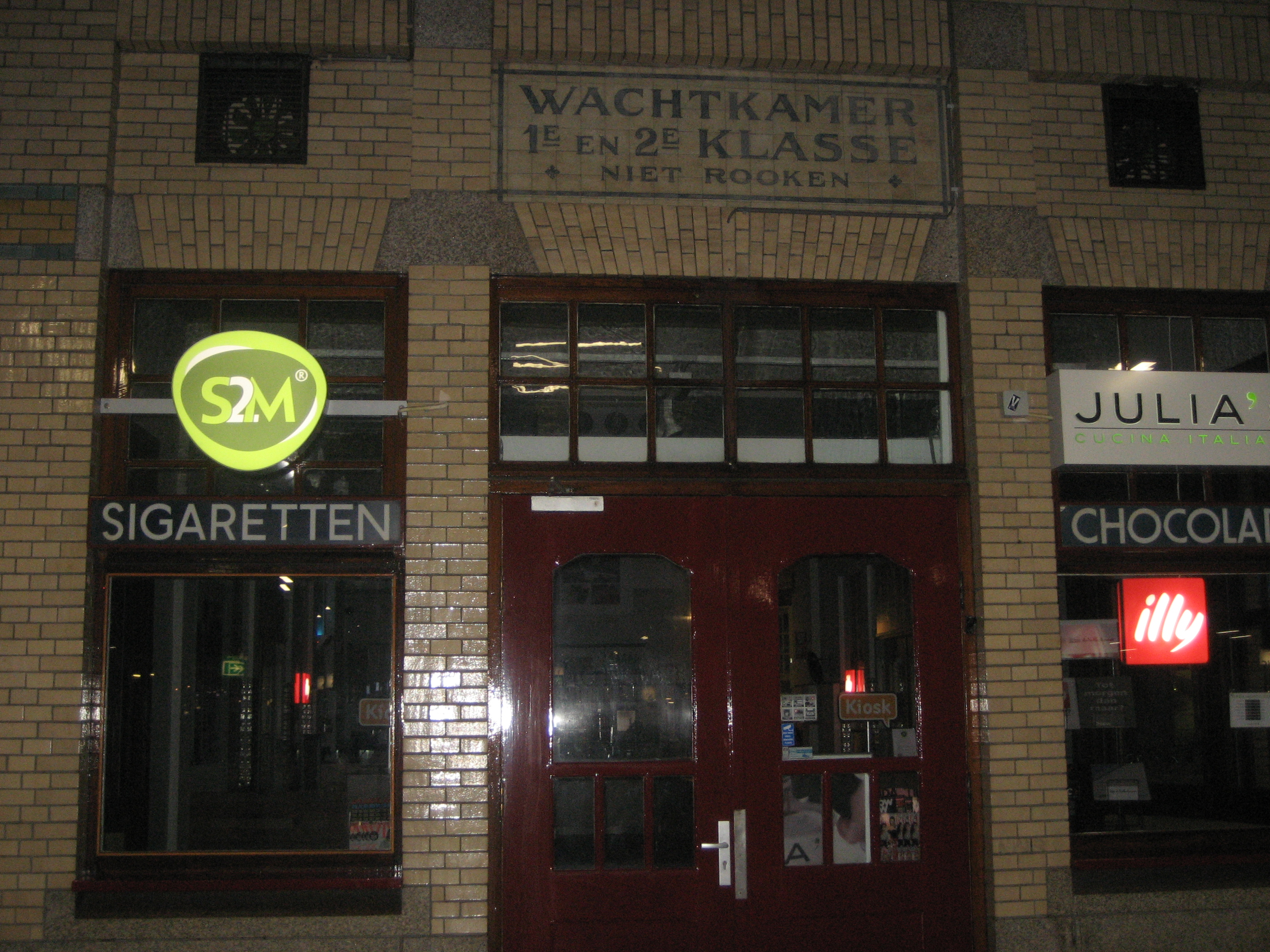
Naarden-Bussum, interieur Stationshal in 2013.
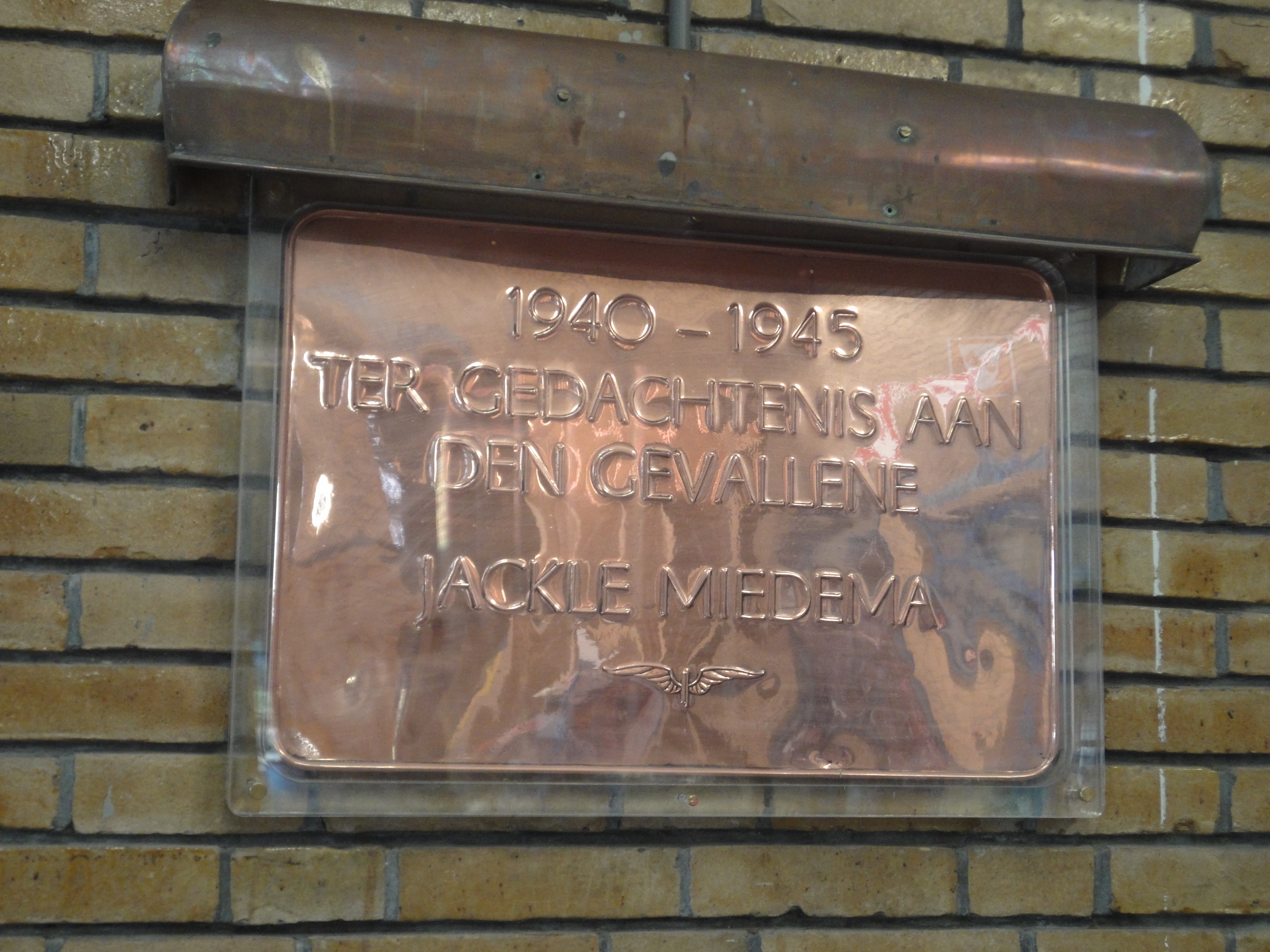
Herdenking plakkaat WOII in stationshal
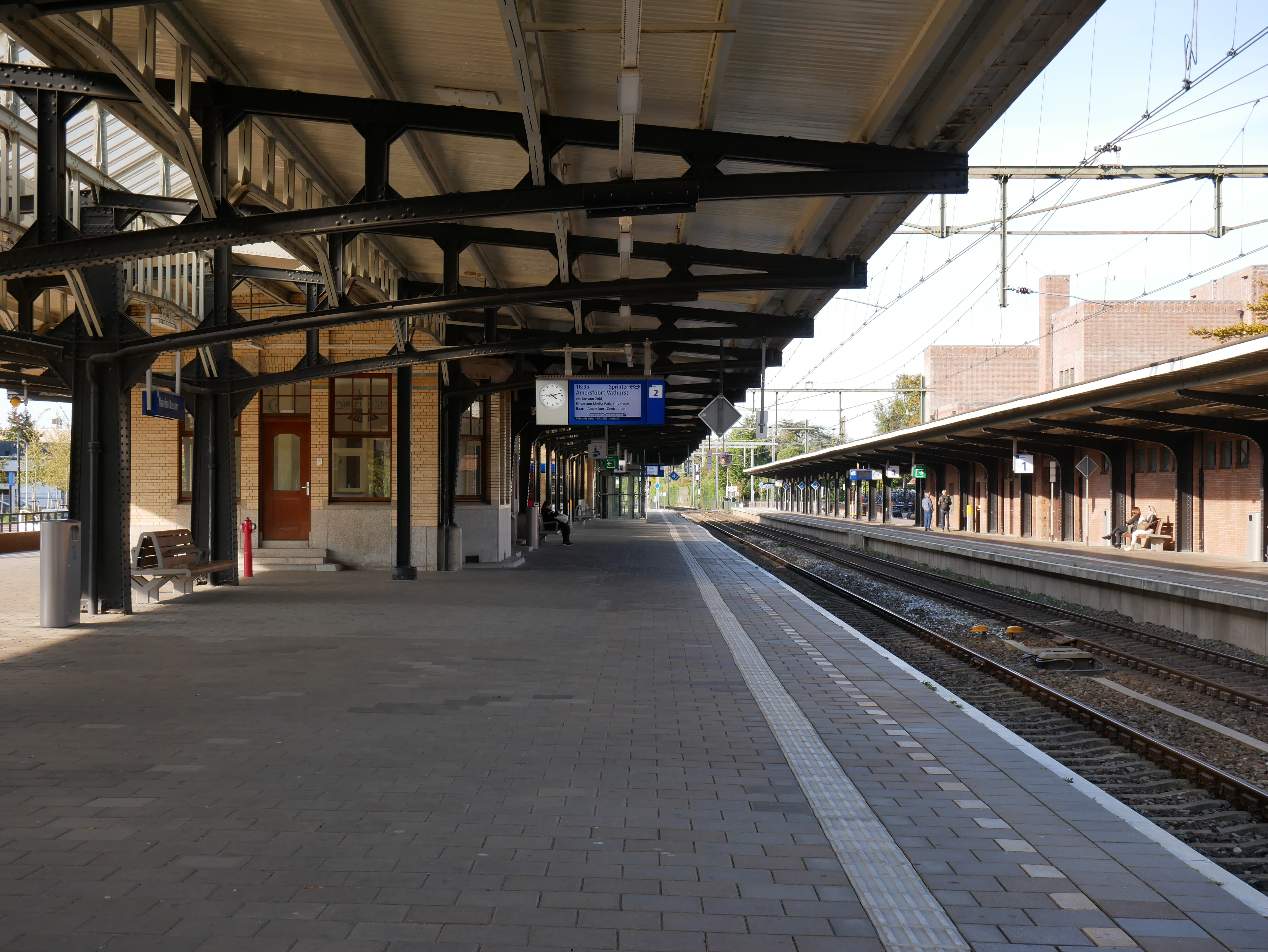
Perronspoor voormalig eilandperron
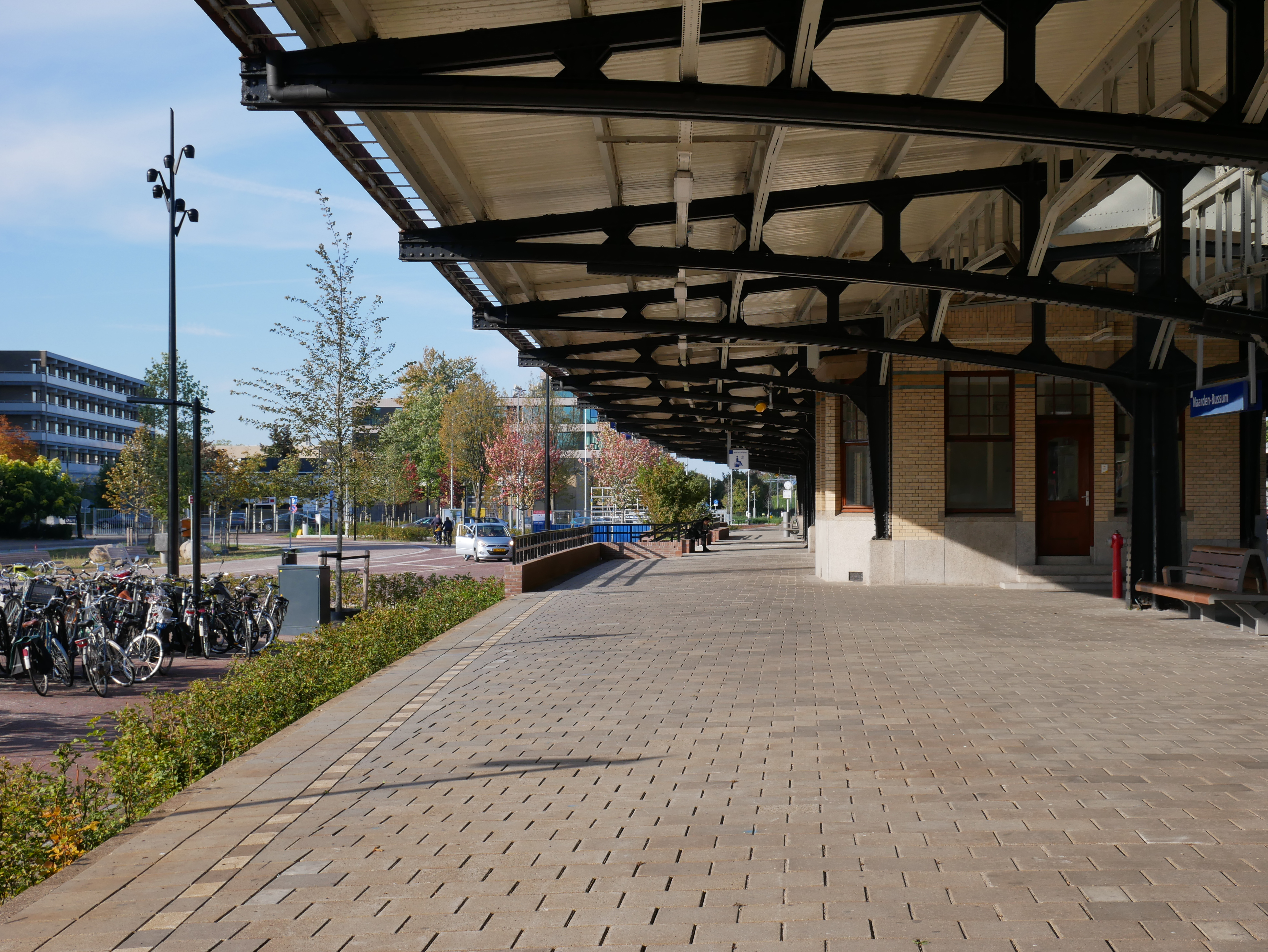
Station Naarden-Bussum, perron, richting noordelijke kant in 2022
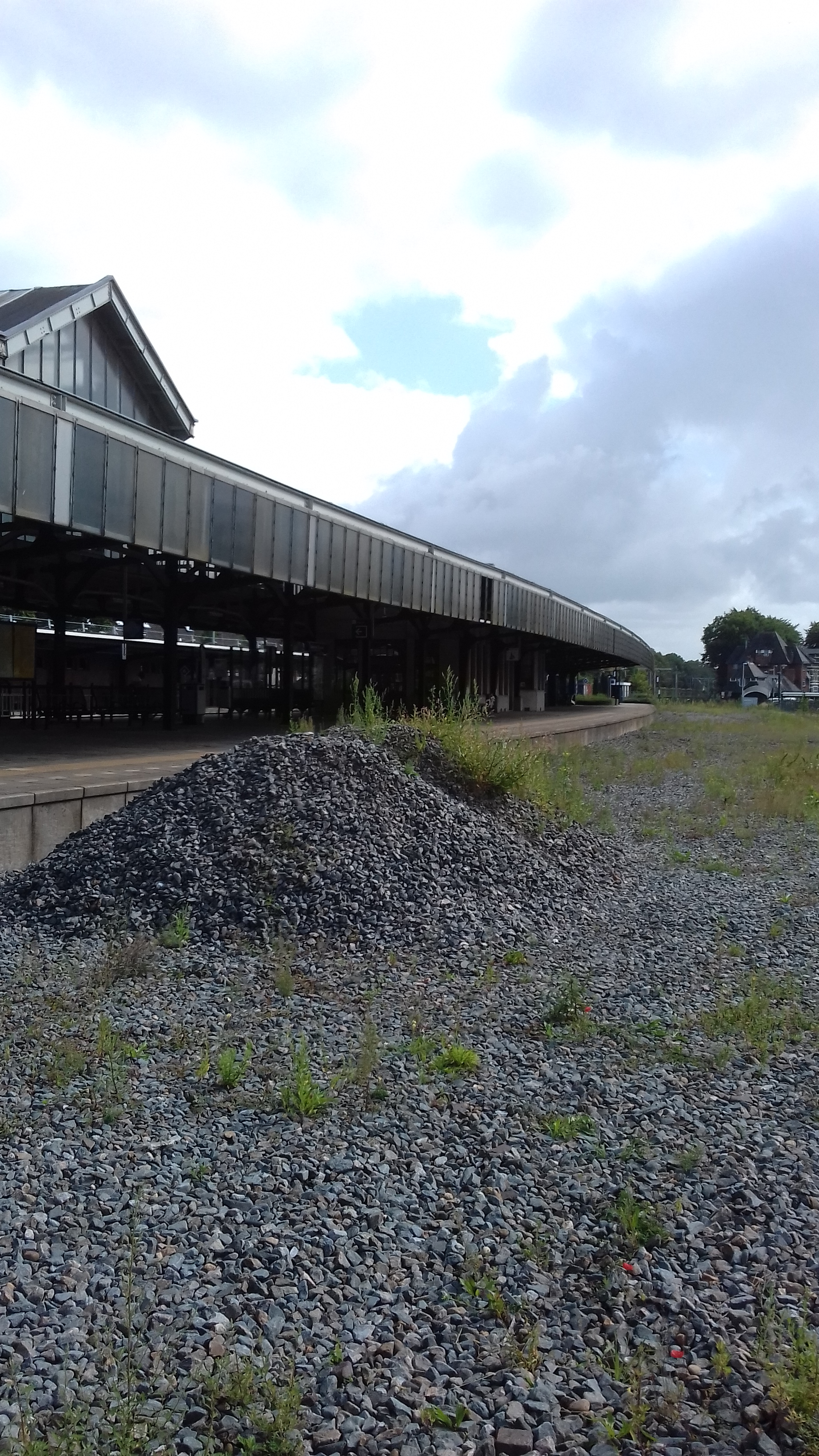
Station Naarden-Bussum, perron richting zuidelijke kant in 2021
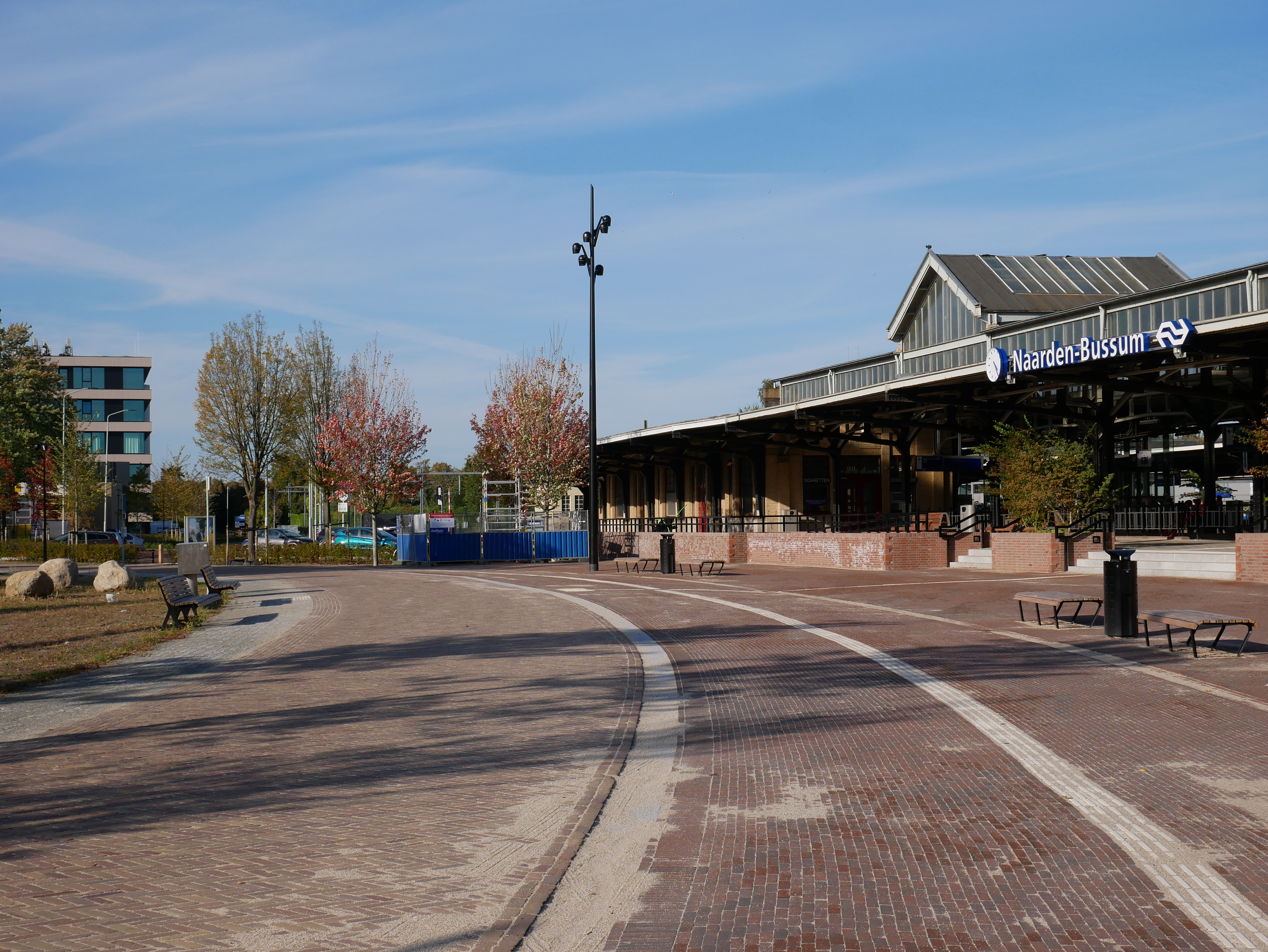
Station Naarden-Bussum, voorplein gezien vanuit het westen in 2022
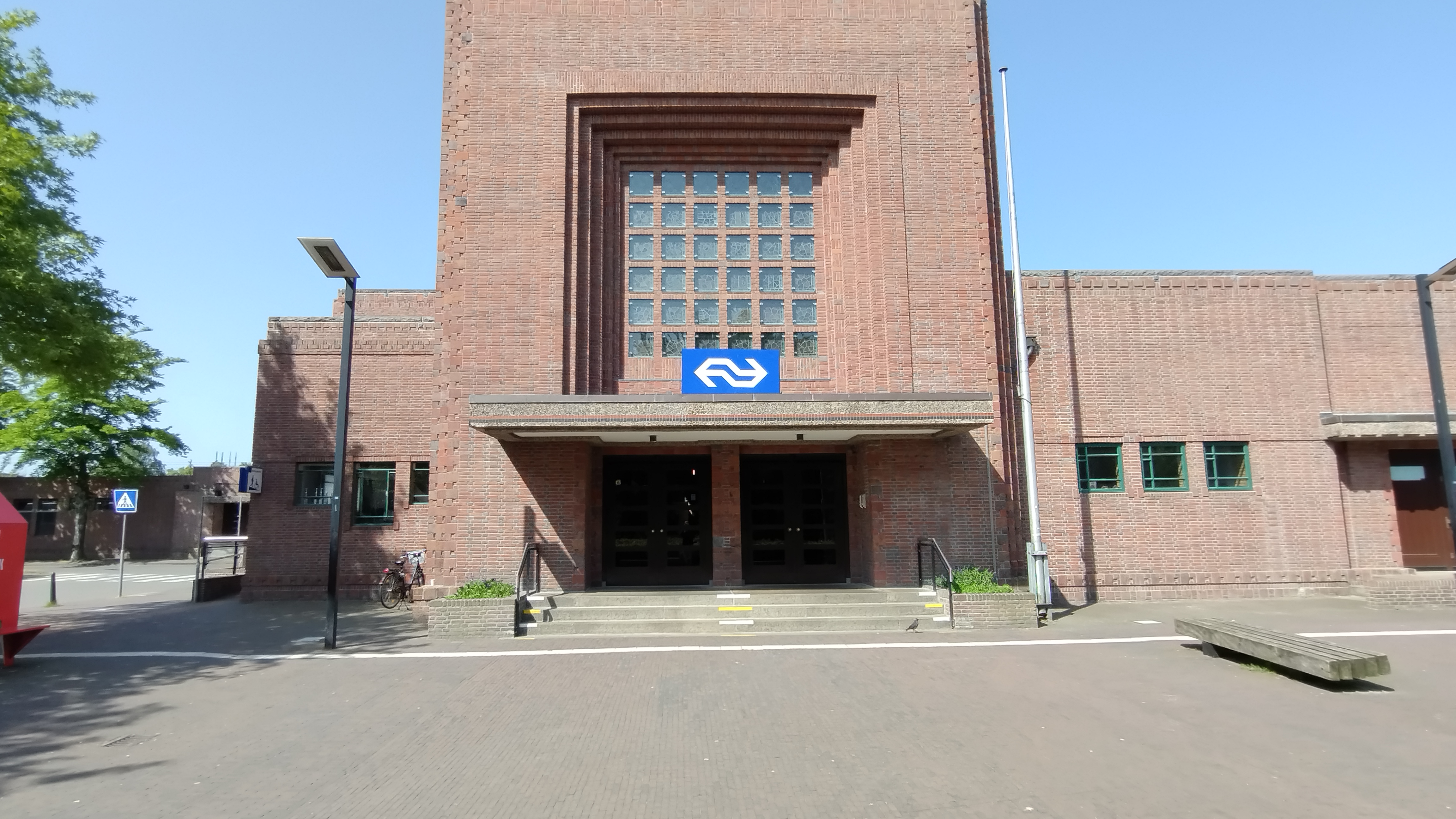
Ingang aan de oostzijde van het station

## Treinverbindingen
Op station Naarden-Bussum stoppen de volgende treinseries:
| Serie | Treinsoort    | Route | Bijzonderheden |
| ----- | ------------- | --- | --- |
| 4900  | Sprinter (NS) | Utrecht Centraal – Hilversum – Naarden-Bussum – Almere Centrum                                                          | Stopt niet in Hilversum Media Park en Bussum Zuid. Stopt van maandag t/m vrijdag tussen circa 6:30 en 20:00 uur, op zaterdag tussen circa 10:00 en 20:00 uur en op zondag tussen circa 11:00 en 20:00 uur niet te Hollandsche Rading. |
| 5700  | Sprinter (NS) | Utrecht Centraal – Hilversum – Naarden-Bussum – Weesp – Amsterdam Zuid – Schiphol Airport – Hoofddorp – Leiden Centraal | Rijdt niet na 20:00 uur. Rijdt vrijdag en in het weekend niet tussen Hoofddorp en Leiden Centraal. |
| 5800  | Sprinter (NS) | Amersfoort Vathorst – Amersfoort Centraal – Hilversum – Naarden-Bussum – Weesp – Amsterdam Centraal                     | Rijdt in de vroege ochtend en na 22:30 uur niet tussen Amersfoort Vathorst en Amersfoort Centraal. |

## Busverbindingen
Aan de voorzijde van station Naarden-Bussum bevindt zich een klein busstation, genaamd Bussum, Station. Het vervoer rond Naarden-Bussum wordt uitgevoerd door Transdev in opdracht van de provincie Noord-Holland (concessiegebied "Gooi en Vechtstreek").
| Lijn | Bestemming         | Via                               | Bijzonderheden                                          |
| ---- | ------------------ | --------------------------------- | ------------------------------------------------------- |
| 5    | Hilversum, Station | Hilversumse Meent, Media Park     |                                                         |
| 100  | Hilversum, Station | Naarden, Huizen, Blaricum, Eemnes | Blaricum en Hilversum worden alleen in de spits bediend |
| 107  | Bussum, Huizerweg  | Naarden                           |                                                         |
| 109  | Eemnes, Braadkamp  | Huizen Crailo P+R, Laren          |                                                         |
| 110  | Weesp, Station     | Naarden, Muiderberg, Muiden       |                                                         |

## Ontwikkeling aantal reizigers
Het aantal door NS vervoerde reizigers (per gemiddelde werkdag) ontwikkelde zich sedert 2019 als volgt:
| Jaar | Aantal reizigers |
| ---- | ---------------- |
| 2019 | 9.756            |
| 2020 | 4.634            |
| 2021 | 5.063            |
| 2022 | 7.187            |
| 2023 | 8.388            |
| 2024 | 8.815            |